# Gangaghat
Gangaghat är en stad i den indiska delstaten Uttar Pradesh, och tillhör distriktet Unnao. Folkmängden uppgick till 84 072 invånare vid folkräkningen 2011.